# John Alexander Harrington Bird
Pour les articles homonymes, voir Harrington et Bird.
 (janvier 2018).
John Alexander Harrington Bird (1846-1936) est un artiste peintre et illustrateur britannique qui s’installe au Canada en 1875 ; il expose à l'Académie royale des arts. Il revient à Londres en 1885.